# 米热讷
米热讷（法語：Migennes，法語發音：[miʒɛn]），法国中北部城市，勃艮第-弗朗什-孔泰大区约讷省的一个市镇，隶属于欧塞尔区，其市镇面积为16.58平方公里，2022年1月1日时人口数量为6,878人，在法国城市中排名第1,458位。
米热讷位于约讷省中北部，阿尔芒松河与约讷河交汇处右岸，是一个区域性的中心城市。米热讷因其境内的拉罗什-米热讷火车站而闻名，后者是法国中部的一个铁路枢纽，前往巴黎、里昂和欧塞尔三个方向的铁路在此交汇。

## 地名来源
根据米热讷地方历史爱好者阿兰·樊尚（Alain VINCENT）的论述，“Migennes”一名来源于拉丁语“Mitigana”，后者意为“沼泽土地”，可能与当地历史上的自然环境有关。

## 历史

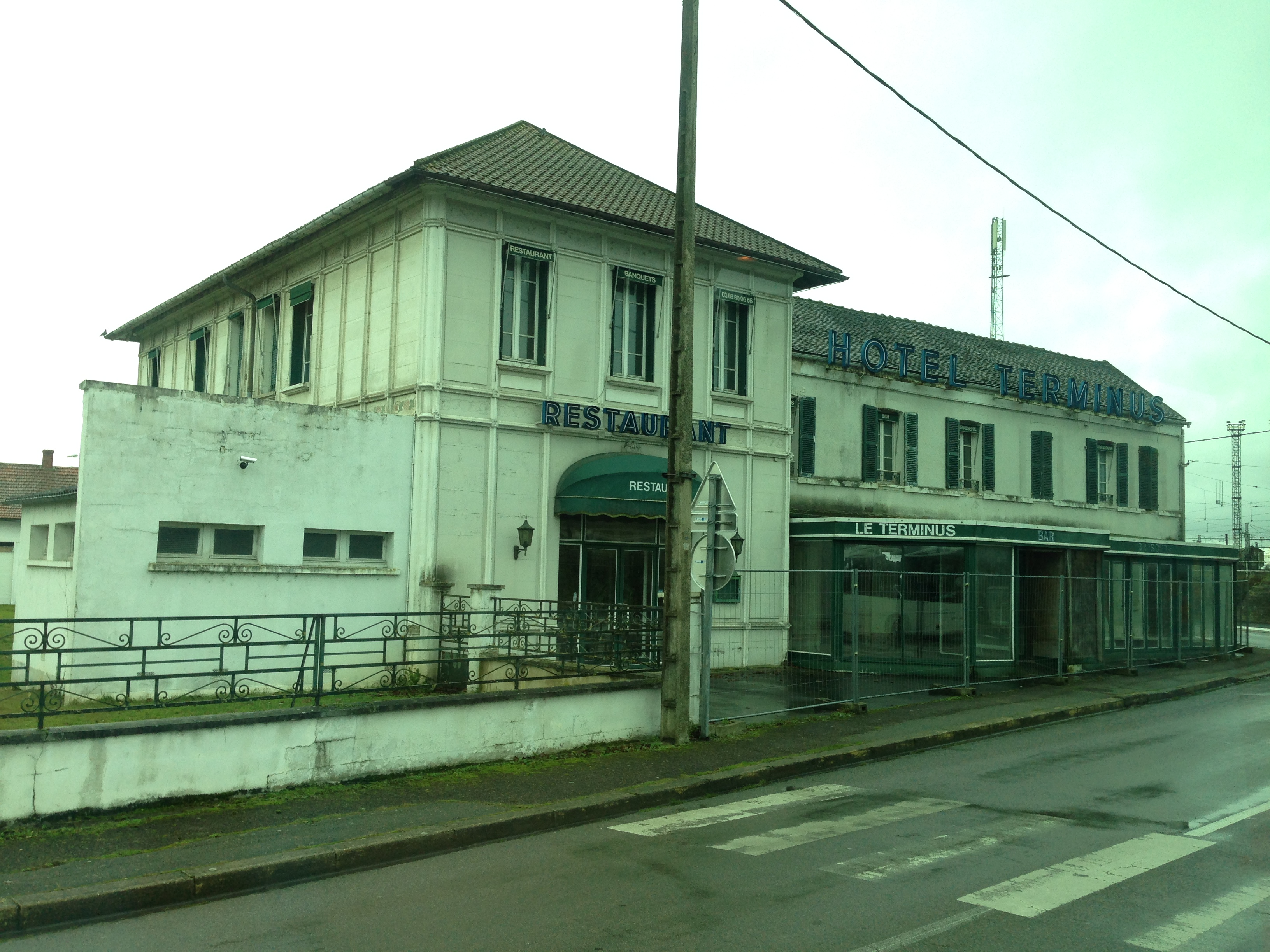
米热讷一处关闭的餐厅

米热讷附近区域曾方向青铜器时期的人类活动遗迹。中世纪时，米热讷长期为勃艮第的一处领地，当地于公元13世纪时出现了一处纪念圣庞加爵的教堂。法国大革命后，米热讷成为约讷省的一个市镇。直至19世纪70年代，米热讷尚为一个人口不足八百的普通农业村落。彼时，自米热讷向东延伸的勃艮第运河已建成，途径此地的船只日益忙碌；与此同时，随着铁路运输的发展，连接巴黎、里昂和欧塞尔三个方向的拉罗什-米热讷站逐渐发展成为法国中部的一个重要铁路枢纽，其周边逐渐形成铁路工人社区，当地人口数量快速增加。1918年，当地政府曾一度计划将其市镇更名为“Laroche-Migennes”已实现与火车站的统一，但最终未能实现。二战后，米热讷城市继续向外扩张，并于1978年建成了过境外绕公路。1981年，随着东南高速铁路的建成通车，米热讷的铁路地位有所下降，当地的一些铁路服务设施被取消。1994年至2008年间，米热讷曾为法兰西岛大区列车的一个终点；1999年至2011年间，亦有高速列车途径米热讷。2013年，米热讷郊区的部分高层居民建筑被爆破拆除，原址被改建为绿地公园。

## 地理

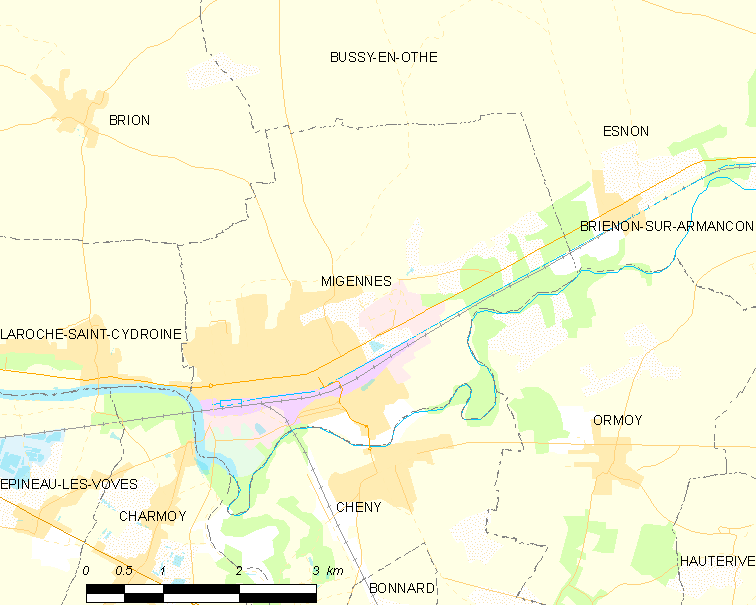
米热讷市镇范围地图

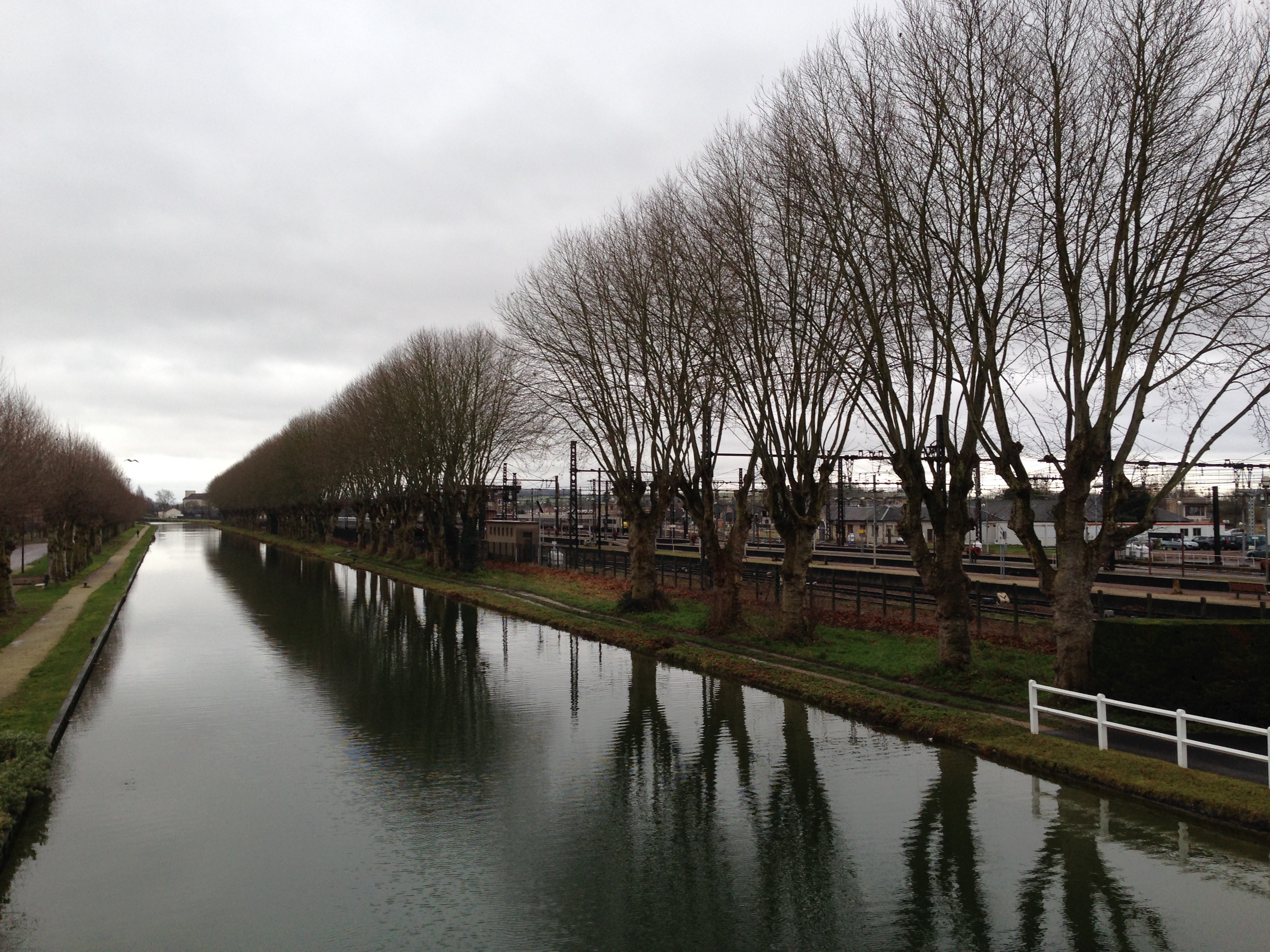
勃艮第运河

米热讷位于法国中北部，勃艮第-弗朗什-孔泰大区西北部和约讷省中北部，距离省会欧塞尔大约21公里。与米热讷接壤的市镇包括：奥特地区比西、舍尼、布里永、沙尔穆瓦、埃农、拉罗什-圣西德鲁瓦纳、奥尔穆瓦。

### 地形
米热讷位于奥特地区南部，境内以平原为主，市镇中心地势较为平坦，北侧全境海拔在80到152米之间。

### 水文
米热讷位于塞纳河流域内，阿尔芒松河与约讷河交汇在市区西南部交汇，另有人工开凿的勃艮第运河从米热讷市区穿过。

### 植被
米热讷属于温带阔叶混交林区，林地多分布于市镇范围中东部，以及河流附近。
在鲜花城市的评比中，米热讷被评为3星级鲜花城市。

### 气候
米热讷在柯本气候分类法中属于带有大陆性特征的温带海洋性气候。
距离米热讷最近的常年气象站位于欧塞尔境内，以下为该气象站的数据：
| 欧塞尔 1981年－2019年 | 欧塞尔 1981年－2019年 | 欧塞尔 1981年－2019年 | 欧塞尔 1981年－2019年 | 欧塞尔 1981年－2019年 | 欧塞尔 1981年－2019年 | 欧塞尔 1981年－2019年 | 欧塞尔 1981年－2019年 | 欧塞尔 1981年－2019年 | 欧塞尔 1981年－2019年 | 欧塞尔 1981年－2019年 | 欧塞尔 1981年－2019年 | 欧塞尔 1981年－2019年 | 欧塞尔 1981年－2019年 |
| 月份                  | 1月                   | 2月                   | 3月                   | 4月                   | 5月                   | 6月                   | 7月                   | 8月                   | 9月                   | 10月                  | 11月                  | 12月                  | 全年                  |
| --------------------- | --------------------- | --------------------- | --------------------- | --------------------- | --------------------- | --------------------- | --------------------- | --------------------- | --------------------- | --------------------- | --------------------- | --------------------- | --------------------- |
| 历史最高温 °C（°F）   | 20 (68)               | 23 (73)               | 26.6 (79.9)           | 29.8 (85.6)           | 32.1 (89.8)           | 37.7 (99.9)           | 39.6 (103.3)          | 41.1 (106.0)          | 35.3 (95.5)           | 31.3 (88.3)           | 22.8 (73.0)           | 18.4 (65.1)           | 41.1 (106.0)          |
| 平均高温 °C（°F）     | 6.3 (43.3)            | 7.9 (46.2)            | 12.1 (53.8)           | 15.6 (60.1)           | 19.8 (67.6)           | 23 (73)               | 26 (79)               | 25.8 (78.4)           | 21.4 (70.5)           | 16.6 (61.9)           | 10.2 (50.4)           | 6.7 (44.1)            | 16 (61)               |
| 日均气温 °C（°F）     | 3.5 (38.3)            | 4.4 (39.9)            | 7.7 (45.9)            | 10.5 (50.9)           | 14.5 (58.1)           | 17.6 (63.7)           | 20.2 (68.4)           | 19.9 (67.8)           | 16.2 (61.2)           | 12.4 (54.3)           | 7.1 (44.8)            | 4.1 (39.4)            | 11.5 (52.7)           |
| 平均低温 °C（°F）     | 0.8 (33.4)            | 0.9 (33.6)            | 3.3 (37.9)            | 5.3 (41.5)            | 9.2 (48.6)            | 12.3 (54.1)           | 14.4 (57.9)           | 14.1 (57.4)           | 11 (52)               | 8.2 (46.8)            | 4 (39)                | 1.6 (34.9)            | 7.1 (44.8)            |
| 历史最低温 °C（°F）   | −20.2 (−4.4)          | −18.8 (−1.8)          | −11.6 (11.1)          | −5.2 (22.6)           | −1 (30)               | 0.6 (33.1)            | 5 (41)                | 4 (39)                | 0.5 (32.9)            | −2.9 (26.8)           | −8.8 (16.2)           | −15.1 (4.8)           | −20.2 (−4.4)          |
| 平均降水量 mm（）     | 56.4 (2.22)           | 47.7 (1.88)           | 49.1 (1.93)           | 55.9 (2.20)           | 69.8 (2.75)           | 61.4 (2.42)           | 53.9 (2.12)           | 59.4 (2.34)           | 61.2 (2.41)           | 70.8 (2.79)           | 61.1 (2.41)           | 61.2 (2.41)           | 707.9 (27.87)         |
| 月均日照時數          | 64.4                  | 85.6                  | 139.7                 | 175.3                 | 200.1                 | 215.9                 | 233.2                 | 224.2                 | 176.4                 | 118.4                 | 64.2                  | 51.4                  | 1,748.8               |
| 来源：infoclimat.fr   |                       |                       |                       |                       |                       |                       |                       |                       |                       |                       |                       |                       |                       |

## 行政区划
米热讷的市镇编号为89257，邮政编号为89400。
在行政管理方面，米热讷隶属于法国勃艮第-弗朗什-孔泰大区约讷省欧塞尔区；在地方选举方面，米热讷是米热讷县的中央投票站所在地，其市镇范围全境被划入约讷省第二选区；在社会管理方面，米热讷是米热讷城市圈市镇公共社区的办公驻地。
米热讷的蓬皮杜-拉韦尔街区（Pompidou-Ravel）为城市政策优先街区，该街区实行自治制度。
法国国家统计与经济研究所（简称）在进行数据统计时，将米热讷及相邻的另外三个市镇设为米热讷城市核心区以及米热讷城市区。自2020年起，米热讷城市区被包含4个市镇的米热讷城市辐射区代替。 此外，还将米热讷市镇分为了4个“块区”（IRIS），以便于统计人口分布情况。

## 交通

### 公路
约讷省省道D43线、D77线、D91线、D177线、D233线、D243线、D377线、D943线在米热讷境内交汇，勃艮第-弗朗什-孔泰大区下属的城际客运提供巴士线路，可前往周边部分市镇。
| 18 | 23 |

| 19 | 15 |

| 欧塞尔 | 22 |

| 莫内托 | 15 |

| 桑斯 | 41 |

| 茹瓦尼 | 10 |

| 特鲁瓦 | 65 |

| 圣弗洛朗坦 | 16 |

2018年，67.2%的米热讷家庭拥有至少一辆私人汽车。2019年，米热讷境内共发生各类交通事故7起，造成10人受伤。

### 铁路

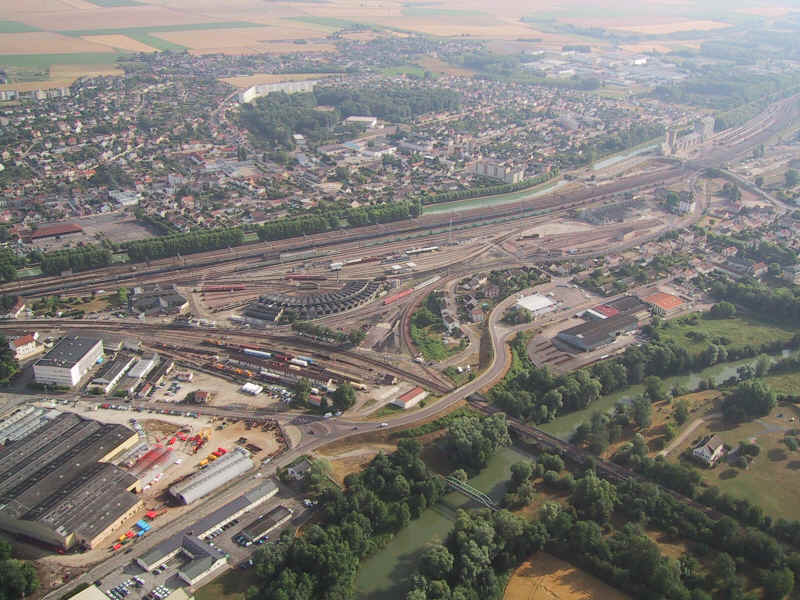
航拍拉罗什-米热讷火车站

米热讷位于巴黎－马赛铁路和拉罗什-米热讷－科讷铁路的交汇处。拉罗什-米热讷站位于市区西南部，是一个三角形的铁路车站，该站停靠四条线路的区域列车。
- 巴黎贝西站—桑斯—拉罗什-米热讷—欧塞尔—阿瓦隆/科尔比尼（每天往返12班）
- 巴黎贝西站—桑斯—拉罗什-米热讷—第戎—博讷—索恩河畔沙隆—马孔—里昂（每天往返5班）
- 巴黎里昂站—默伦—蒙特罗—桑斯—拉罗什-米热讷（每天往返15班）
- 第戎—蒙巴尔—拉罗什-米热讷—欧塞尔（每天往返2班）

### 航空
距离米热讷最近的民用航空站为巴黎-奥利机场，距离米热讷市中心的公路里程约143公里。

### 城市公共交通
米热讷城市公共交通（商业名称为）是当地的城市公共交通系统，由当地市政府提供。截至2022年8月，该系统共包括一条摆渡公交线路，每周二、四、六开行，每日三班，路网覆盖了米热讷市区内的主要街道和居民区。

## 政治

### 市政内阁

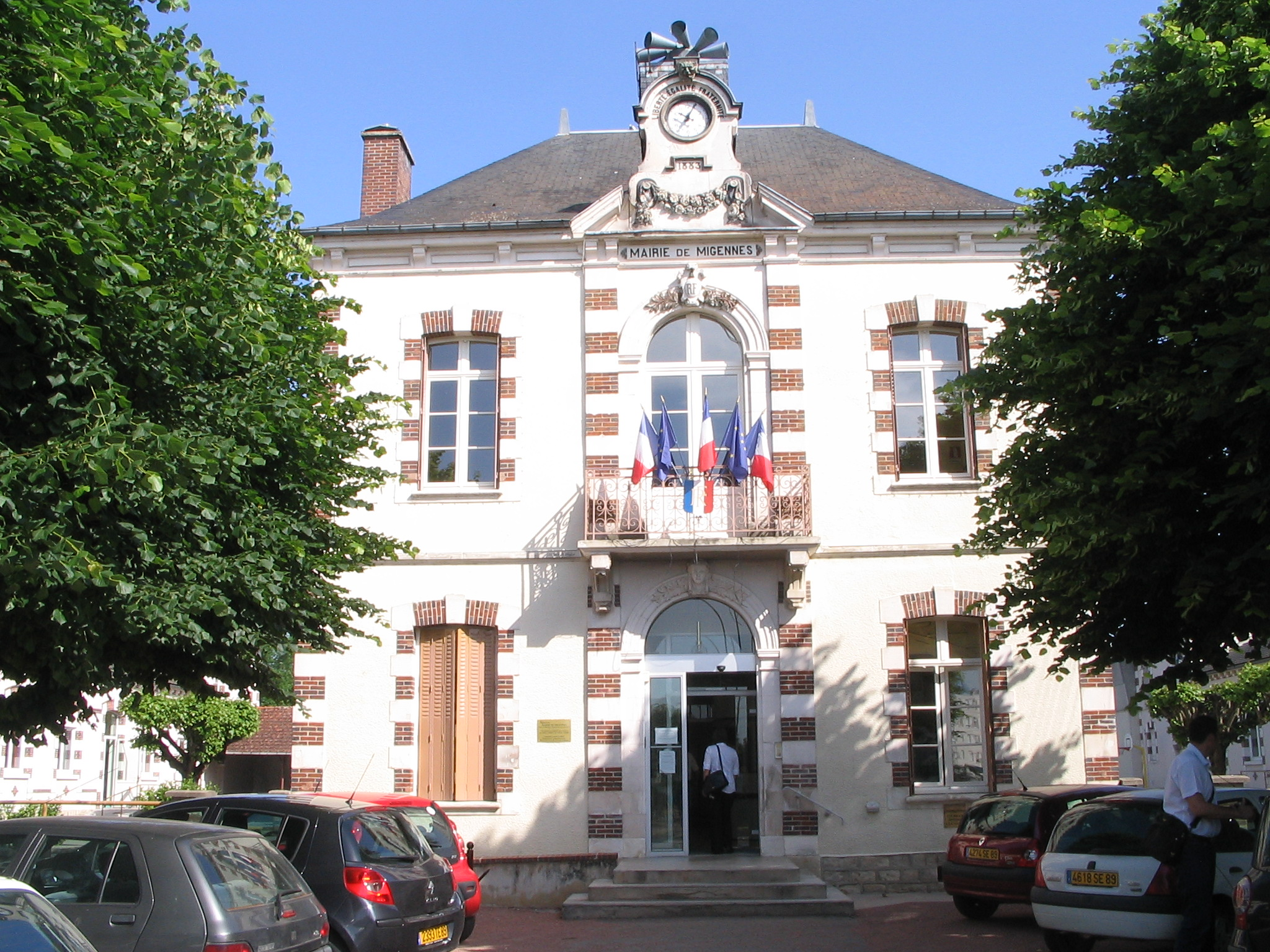
米热讷市政厅

米热讷的现任市长为弗朗索瓦·布歇先生（François BOUCHER），他是共和党的一名成员，在2020年的市政选举中获得了50.99%的支持率。
| 米热讷历届市长 | 米热讷历届市长                    | 米热讷历届市长       |
| 任期           | 市长                              | 党派                 |
| -------------- | --------------------------------- | -------------------- |
| 1947年－1952年 | Lucien MASSON 吕西安·马松         | SFIO工人国际法国支部 |
| 1957年－1972年 | Didier LESSEUR 迪迪埃·莱瑟尔      | Centriste中间派      |
| 1972年－1977年 | André MOREAU 安德烈·莫罗          | SFIO工人国际法国支部 |
| 1977年－1998年 | Guy LAVRAT 居伊·拉夫拉            | PCF法国共产党        |
| 1999年－2001年 | François MEYROUNE 弗朗索瓦·梅鲁纳 | PCF法国共产党        |
| 2001年－2008年 | François BOUCHER 弗朗索瓦·布歇    | LR共和黨             |
| 2008年－2014年 | François MEYROUNE 弗朗索瓦·梅鲁纳 | PCF法国共产党        |
| 2014年－       | François BOUCHER 弗朗索瓦·布歇    | LR共和黨             |

### 各级选举
| 米热讷历届投票选举结果 | 米热讷历届投票选举结果 | 米热讷历届投票选举结果 | 米热讷历届投票选举结果 | 米热讷历届投票选举结果             | 米热讷历届投票选举结果 | 米热讷历届投票选举结果 | 米热讷历届投票选举结果             | 米热讷历届投票选举结果 | 米热讷历届投票选举结果 |
| 选举项目               | 选举范围               | 选区单位               | 选区单位内的选举结果   | 选区单位内的选举结果               | 选区单位内的选举结果   | 选区单位内的选举结果   | 选区单位内的选举结果               | 选区单位内的选举结果   | 参考资料               |
| 选举项目               | 选举范围               | 选区单位               | 第一轮胜出者           | 第一轮胜出者                       | 支持率                 | 第二轮胜出者           | 第二轮胜出者                       | 支持率                 | 参考资料               |
| ---------------------- | ---------------------- | ---------------------- | ---------------------- | ---------------------------------- | ---------------------- | ---------------------- | ---------------------------------- | ---------------------- | ---------------------- |
| 2017年法國總統選舉     | 法國                   | 市镇                   |                        | 玛丽娜·勒庞                        | 28.21%                 |                        | 埃马纽埃尔·马克龙                  | 56.79%                 | [ 24 ]                 |
| 2017年法国立法选举     | 约讷省第二选区         | 市镇                   |                        | 弗朗索瓦·梅鲁纳                    | 25.52%                 |                        | 安德烈·维利耶                      | 50%                    | [ 24 ]                 |
| 2019年欧洲议会选举     | 法國                   | 市镇                   |                        | 若尔丹·巴尔代拉                    | 36.12%                 | （不适用）             | （不适用）                         | （不适用）             | [ 26 ]                 |
| 2021年法国省级选举     | 约讷省                 | 县                     |                        | 弗朗索瓦·布歇 玛丽-阿涅丝·埃夫拉尔 | 46.73%                 |                        | 弗朗索瓦·布歇 玛丽-阿涅丝·埃夫拉尔 | 63.49%                 | [ 27 ]                 |
| 2021年法国省级选举     | 约讷省                 | 市镇                   |                        | 弗朗索瓦·布歇 玛丽-阿涅丝·埃夫拉尔 | 49.63%                 |                        | 弗朗索瓦·布歇 玛丽-阿涅丝·埃夫拉尔 | 62.28%                 | [ 27 ]                 |
| 2021年法国大区选举     |                        | 市镇                   |                        | 朱利安·奥杜尔                      | 30.72%                 |                        | 玛丽-吉特·迪费                     | 43.95%                 | [ 28 ]                 |
| 2022年法国总统选举     | 法國                   | 市镇                   |                        | 玛丽娜·勒庞                        | 31.64%                 |                        | 埃马纽埃尔·马克龙                  | 50.38%                 | [ 24 ]                 |
| 2022年法国立法选举     | 约讷省第二选区         | 市镇                   |                        | 菲利普·韦西埃                      | 34.36%                 |                        | 奥德蕾·洛佩                        | 52.2%                  | [ 24 ]                 |

## 人口
2019年，米热讷市镇人口数量为7,258，在法国排名第1,458位。其中男性3,492人，女性3,766人，75岁及以上人口占10.7%，外籍人口数量为732人，人口密度为438人/平方公里，当地居民被称为（男性）或（女性）。2020年，米热讷境内出生90人，死亡人口89人。
| 米热讷1901年－2019年人口变化情况 |
|                                  |
| 数据来源：Cassini、INSEE         |

## 经济
米热讷是一个区域性的中心城市。截止2022年8月，米热讷市镇范围内共有各类用人单位（包含自雇）687家，平均历史为17年，其中97.27%为中小型企业（PME），2022年6月至8月间，当地的经济活力指数为0.58%。（大型零售）、（储水设备生产）及（农副产品销售）是当地2021年营业额最高的三个企业，分别为53,742,654欧元、13,153,487欧元和12,411,154欧元。

## 财政与居民收入
2020年，米热讷的财政收入总额为8,382,220欧元，财政支出总额为7,390,190欧元，当年的债务总额为8,477,100欧元。2021年，米热讷市镇共获得1,321,252欧元的国家财政补助，比上一年增加了3.83%。
2019年，米热讷的人均月收入总额为1,873欧元，其中高级职员为3,412欧元，低于法国平均水平（4,230欧元）；中级职员为2,291欧元，低于法国平均水平（2,411欧元）；普通职员为1,622欧元，亦低于法国平均水平（1,740欧元）。
2018年，米热讷境内的青壮年（15至64岁）失业率为24.1%，当地34.6%的家庭拥有纳税资格，平均纳税1,283欧元，低于法国平均水平（3,910欧元）。

## 社会事务

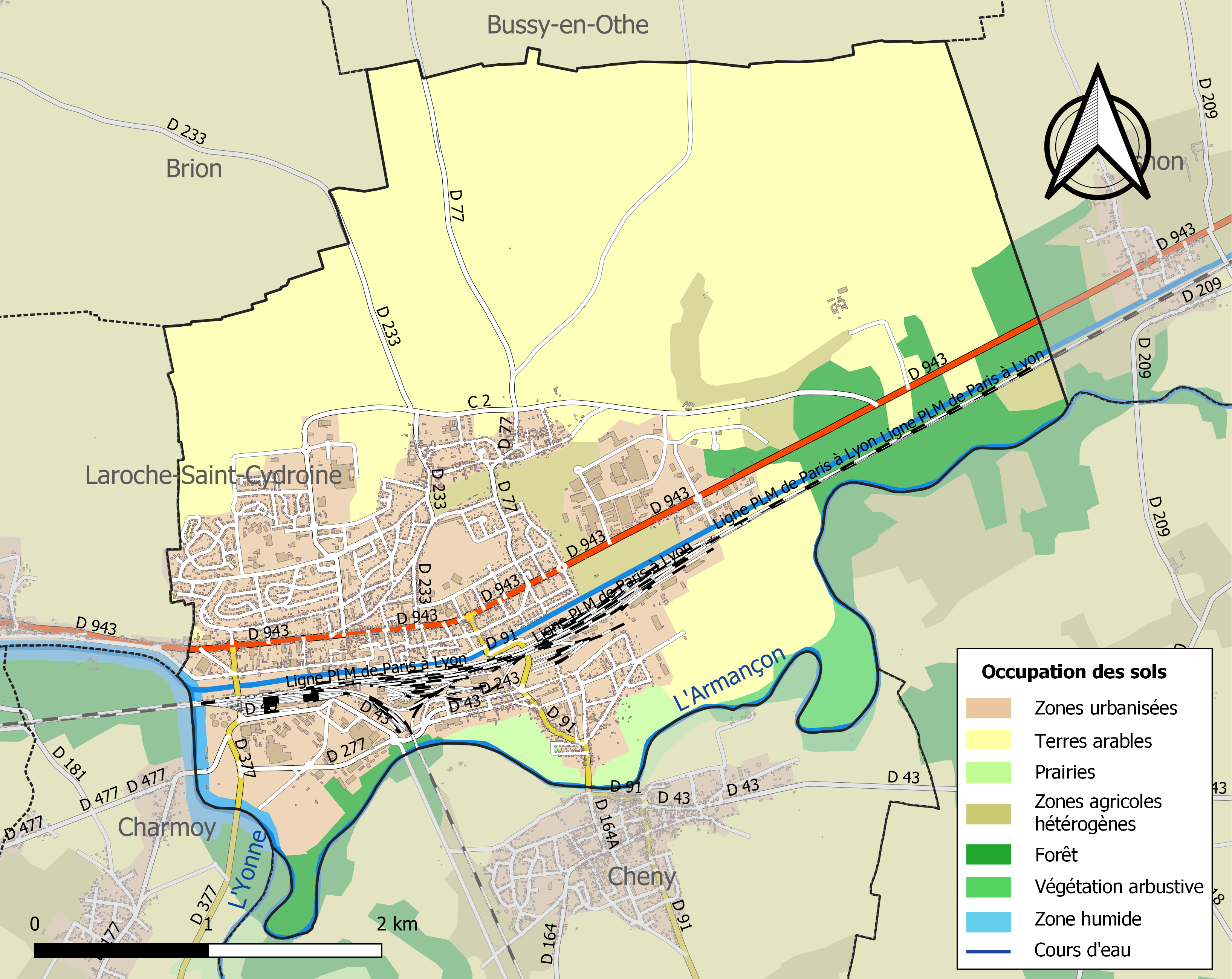
米热讷土地利用情况地图

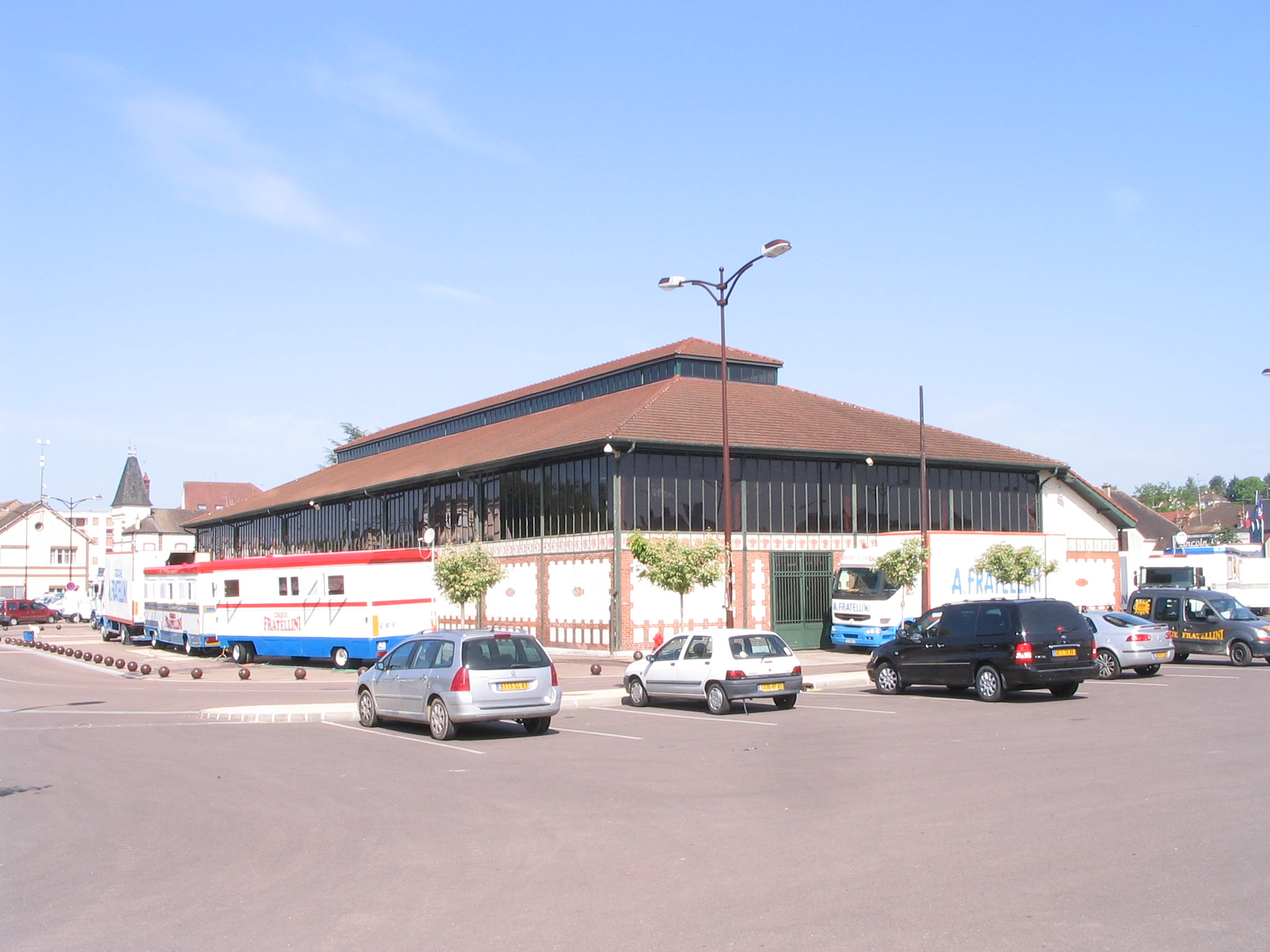
米热讷集市大堂

### 教育
米热讷属于第戎学区。截止2020年1月1日，米热讷境内共有2所幼儿园、3所小学和2所初级中学。2018至2019学年度，米热讷境内共有在校中等教育阶段学生751名。

### 医疗
截止2020年1月1日，米热讷境内共有全科医生4名、保健师3名、牙医2名、护士9名、耳科医生1名和眼科医生1名。境内共有药房4家、养老院1家。
距离米热讷最近的区域性医疗机构为茹瓦尼中心医院（Centre Hospitalier de Joigny），其主病区位于茹瓦尼，距离米热讷市区的正常车程约12分钟，该院设有床位165个，是当地规模最大的公立综合性医院。

### 住房
2018年，米热讷境内共有各类住房3,544套，其中62.6%为独立式居民区，37.2%为集中式居民区。常住房屋占米热讷市镇范围内居民建筑总量的87.1%。
在住房保障政策方面，2020年，米热讷境内共有945户家庭获得了住房经济补助，受益人数占总人口数量的13.0%，其中862份为房租补助。

### 商业
2019年，米热讷境内共有各类实体商铺152家，其中餐厅15家、大型超市6家、杂货店3家、面包房4家、肉铺4家、书店1家、银行门店8家、美容美发店15家、汽车维修店14家。镇中心建有一家ALDI超市；市区北部建有莱拉特商业街区（Centre commercial des Latteux），有E.Leclerc、Gamm Vert、M.Bricolage等大型商场。

### 体育
2020年，米热讷境内共有1家游泳池、3间体育馆、2座综合体育场、6处网球场、2处足球或橄榄球场以及2处篮球或排球场。
截至2022年8月，米热讷铁道工友谊体育联盟（Am SU Cheminote de Migennes，编号506734）是当地唯一的注册足球俱乐部，其主队2022至2023赛季参加勃艮第-弗朗什-孔泰大区足球联赛丙组（法国第八级别），其主场为吕西安·马松球场（Stade Lucien Masson）。

### 环境
米热讷的环境事务由其所属的米热讷城市圈市镇公共社区联合各级政府协调负责。2019年，米热讷境内共有1家污染企业。

### 治安
2019年，米热讷市镇范围内有1处宪兵队。
米热讷及其附近的共124个市镇是桑斯国家宪兵队（zone gendarmerie de Sens）的管辖范围。2020年，该宪兵队累计记录各类案件4,541起，其中盗窃类案件2,083起，经济类案件575起，毒品交易类案件359起。

## 文化

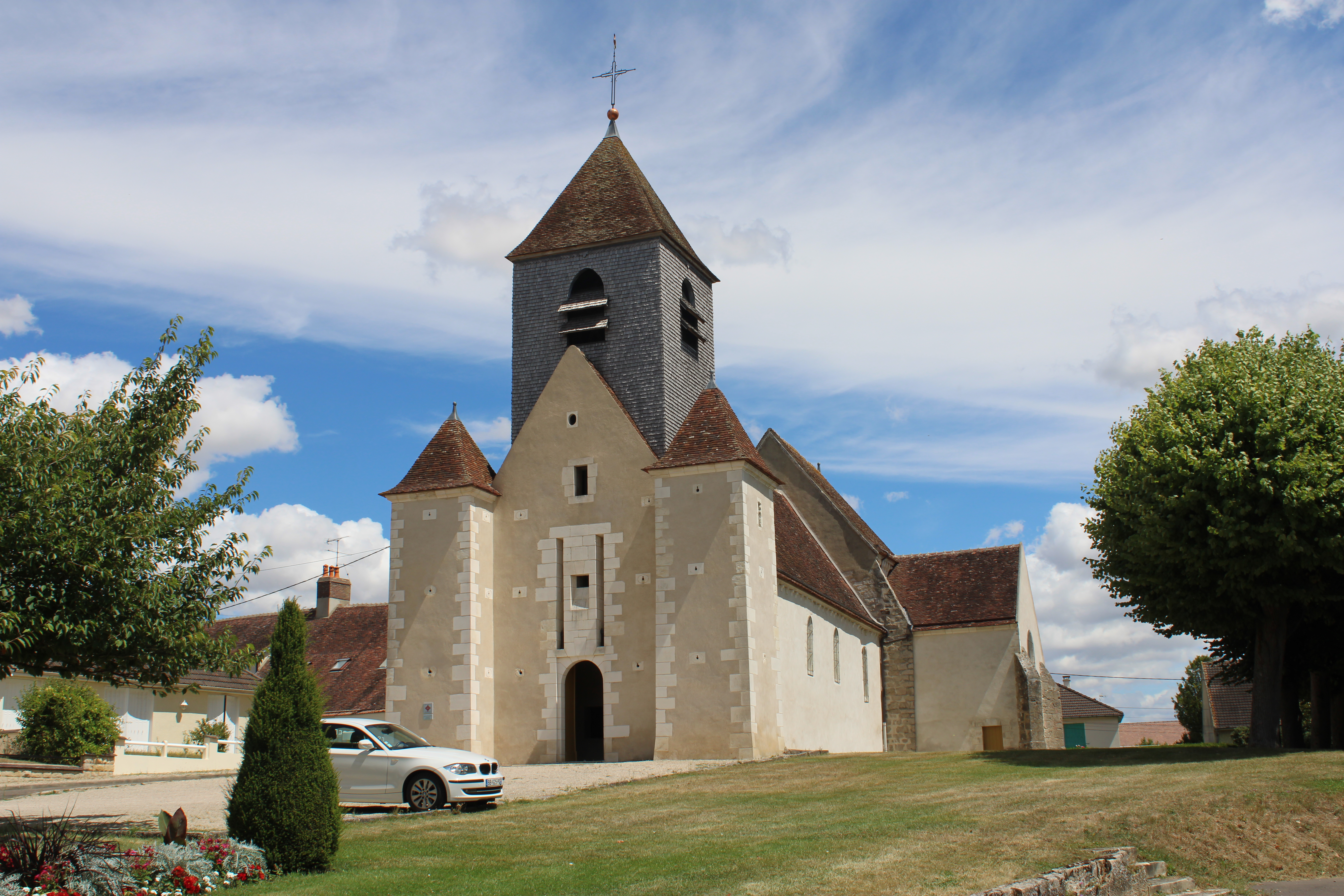
米热讷圣庞加爵教堂全景

2020年，米热讷境内暂无任何文化设施。米热讷市政府提供多媒体中心，每周二至六向公众开放。

### 建筑
米热讷境内有多处历史建筑，其中圣庞加爵教堂为法国国家文物保护单位。

### 旅游
米热讷的旅游事务由其所属的米热讷城市圈市镇公共社区负责。2021年，米热讷境内共有1个露营地，可容纳共61辆露营车。

### 媒体
法国主要的媒体均可在米热讷接收，法国电视三台下属的勃艮第-弗朗什-孔泰大区频道在部分时段播出米热讷所属区域的地方新闻。《约讷省共和报》和蓝色法兰西欧塞尔广播是当地主要的地方性媒体。

## 相关人物
法国作家莱昂·穆西纳克和自行车运动员塞德里克·皮诺出生于米热讷。

## 友好城市
截至2022年8月，米热讷共与一座城市互为友好城市关系：
- 德国 洪斯吕克山区锡门